# 中平
中平（ちゅうへい）は、後漢の霊帝劉宏の治世に行われた4番目の元号。
184年 - 189年。

## 改元
中平6年は4月に少帝劉弁が即位した際、改元されて光熹元年とされたが、8月に昭寧と改められ、さらに9月に献帝劉協が即位した際、永漢に改められた。
しかし、12月、光熹・昭寧・永漢の三号は除かれ、再び中平6年に戻された。

## 出来事
- 元年
  - 12月：光和7年を中平元年と改元。
- 6年
  - 3月：張純の乱が鎮圧される。
  - 4月：霊帝崩御。少帝劉弁が即位。何太后が朝に臨む。
  - 8月：大将軍何進が宦官に殺される。袁紹、兵を率いて宮中の宦官を誅殺。并州牧の董卓が兵を率いて洛陽に入る。
  - 9月：董卓、少帝を廃して献帝劉協を立てる。何太后を毒殺。
  - 11月 : 董卓、相国となる。

## 西暦・干支との対照表
| 中平 | 元年  | 2年   | 3年   | 4年   | 5年   | 6年   |
| 西暦 | 184年 | 185年 | 186年 | 187年 | 188年 | 189年 |
| 干支 | 甲子  | 乙丑  | 丙寅  | 丁卯  | 戊辰  | 己巳  |